# 杨浩明
杨浩明（1954年—），男，汉族，广东广州人，中华人民共和国政治人物，第十一届全国人民代表大会广东地区代表。曾任广州市黄埔区委书记、区长，佛山市委常委、顺德区委书记。

## 生平
杨浩明1975年4月加入中国共产党。毕业于广东省广州市委党校党政理论专业。2004年到2009年担任肇庆市市长。2008年起担任全国人大代表。2009年10月至2015年3月任广东省委统战部副部长、省工商联党组书记。